# Волнения в Польше (1970—1971)
Волнения в Польше 1970 года — серия забастовок и массовых беспорядков, произошедших в северной части Польской Народной Республики по причине резкого увеличения цен на продовольствие, промтовары и строительные материалы.

## Предыстория
30 ноября 1970 года на очередном заседании политбюро ЦК ПОРП под предлогом «общего курса на замораживание платы и ограничения потребления как средства преодоления трудностей экономического рода» было принято решение о повышении закупочных цен на продовольствие в среднем на 23 процента, промтовары и строительные материалы – на 30 процентов. 8 декабря 1970 года в МВД и МНО ПНР начали усиленно готовиться к подавлению возможных протестных акций населения. 11 декабря подразделения милиции и вооруженных сил были приведены в полную боевую готовность. Утром в субботу 12 декабря о повышении цен было официально объявлено по радио и телевидению, а 13 декабря информация опубликована в прессе.

## Ход событий

### 14 декабря
Утром в понедельник 14 декабря на различных предприятиях Труймяста стали собираться стихийные митинги, главным образом среди рабочих. Изначально основные требования протестующих носили исключительно социально-экономический характер – отмена повышения цен, пересчёт окладов и премий, а также изменение регулируемой системы оплаты труда. Первыми о своей забастовке объявили рабочие Гданьской судоверфи имени Ленина. После безрезультатной встречи с директором предприятия Станиславом Зачеком, протестующими было принято решение идти к зданию воеводского комитета ПОРП и потребовать встречи с его главой Алоизием Каркошкой. После чего несколько тысяч рабочих вышли с территории предприятия и направились в центр города, по дороге к ним стали присоединяться случайные прохожие и отдельные работники других предприятий.
У здания Гданьского политехнического университета группа рабочих стала призывать студентов присоединиться к протестам, а также потребовала встречи с ректором профессором Янушем Сталиньским. Вышедший к протестующим проректор Вислав Велицкий вступил с рабочими в конфликт и в результате короткой потасовки ему разбили лицо. Однако призывы рабочих к студентам не имели значительного успеха и лишь единицы присоединились к стихийной манифестации. Одной из причин этого стал тот факт, что в марте 1968-го, во время студенческих протестов в Гданьске, многие рабочие помогали милиции в их подавлении. Тем не менее, митинг рабочих у главного корпуса университета проходил до 17 часов, после чего так и не добившись встречи с руководством университета и значительной поддержки среди студентов, протестующие продолжили движение к центру Гданьска. По дороге к ним присоединилась многочисленная группа студентов Гданьского медицинского университета.
Между 18 и 19 часами на улице Блендник произошли столкновения колоны протестующих численностью от 5 до 10 тысяч человек с отрядами ЗОМО, которые применили при разгоне манифестации щиты, резиновые дубинки и слезоточивый газ, появились первые пострадавшие с обеих сторон конфликта, и первые задержанные среди протестующих. Милиции на некоторое время удалось заставить демонстрантов разойтись. Около 8 часов вечера небольшие группы рабочих и студентов, общим числом в несколько сот человек, вновь предприняли попытки собраться на площади у здания Главного железнодорожного вокзала, однако все попытки тут же были пресечены сотрудниками милиции и военными.

### 15–16 декабря
Утром 15 декабря в регионе была объявлена всеобщая забастовка, к ней присоединились судоверфь имени Парижской коммуны в Гдыне, а также некоторые предприятия Эльблонга, Слупска и Щецина. Были образованы забастовочные комитеты. В состав первого забастовочного комитета входили: корабел Збигнев Ярош (председатель), Ежи Гурский (заместитель председателя), Станислав Оймбло, Рышард Подгайский, Казимеж Шолох, Лех Валенса и София Зейсер; лидерами других комитетов были, в частности, в Щецине – слесарь Мечислав Доперала, пожарный Мариан Юрчик, крановщик Эдмунд Балука, прокатчик Адам Ульфик. Ближе к 10 утра в Гданьске было принято решение вновь идти маршем к зданию воеводского комитета ПОРП и передать властям петицию с требованиями, к которым к тому моменту добавилось ещё одно – освобождение задержанных днем ранее протестующих. Однако региональные власти во главе с первым секретарём Гданьского воеводского комитета ПОРП Алоизием Каркошкой неукоснительно выполняли установки партийного руководства и отдали приказ на разгон манифестации.
В результате всего в нескольких сотнях метров от здания воеводского комитета ПОРП произошёл разгон протестующих, число которых к тому моменту составляло от 15 до 20 тысяч. Действия вооружённых щитами и дубинками частей ЗОМО, при поддержке некоторого числа солдат Войска Польского, ожидаемо привели к новым столкновениям митингующих с силовиками. Стычки быстро переросли в фактические беспорядки, продолжавшиеся до позднего вечера.. В ходе беспорядков в Гданьске в здании Гданьского городского комитета ПОРП вечером начался пожар.
В Мальборке протестующим удалось взять штурмом местный следственный изолятор, и освободить ранее задержанных манифестантов, но, помимо арестованных за участие в протестах, на свободу вырвались также уголовные и хулиганствующие элементы, которые, смешавшись с протестующими, стали грабить магазины и некоторые общественные здания. Пытавшихся пресечь противоправные действия, как из числа протестующих, так и сотрудников охраны правопорядка, избивали. Всего же за время протестов серьёзно пострадало 220 магазинов и 19 общественных зданий.
В Щецине первый секретарь воеводского комитета ПОРП Антоний Валашек также категорически отказался «разговаривать с толпой».
В то же время в Гдыне от 7 до 10 тысяч человек собралось у здания городского совета, где в ходе митинга им удалось добиться встречи с председателем президиума горсовета Яном Марианьским, которому представители стачечного комитета передали список из 8 требований, в основном социально-экономического характера.. От имени совета Марианьский пообещал пойти на уступки и подписал протокол о взаимопонимании с представителями рабочих. Однако высшее партийное руководство сделало ставку на силовое подавление протестов и в тот же вечер, несмотря на все достигнутые договоренности, стачечный комитет Гдыни был арестован в полном составе.
В то же время в Гданьске протестующим удалось отбить танк, который, отогнали на Гданьскую ремонтную верфь и более не использовали. После 15 часов к протестам и столкновениям с милицией и военными в Гданьске стали массово присоединяться студенты. После 16 часов, в ходе столкновений между протестующими и силовиками, недалеко от Привокзальной площади, от огнестрельного ранения в грудь скончался мужчина (осталось неизвестным, кем был произведен выстрел и участвовал ли погибший в протестах, или же просто являлся случайным прохожим). К ночи протесты стали стихать, большая часть протестующих разошлась по домам, некоторые забаррикадировались на Гданьской судоверфи, которую к тому моменту уже вплотную окружили части войск и гражданской милиции. Фактически в городе существовало, как минимум, двоевластие – комитета ПОРП и забастовочного комитета с двумя центрами на судоверфи имени Варского в Щецине и судоверфи имени Ленина в Гданьске. Секретарь ЦК ПОРП Ян Шидляк с тревогой говорил о созданной забастовщиками “Щецинской республике”.
На следующий день, 16 декабря, осада Гданьской судоверфи усилилась, всех кто пытался подойти к предприятию или прорваться силой, избивали и задерживали. В то же самое время на ряд предприятий Гданьска, Щецина, Мальборка и других городов балтийского побережья, которые не присоединились к забастовкам, для обеспечения порядка и пресечения возможных стачек были присланы вооруженные солдаты, однако эти меры лишь ещё больше накалили обстановку, многие сотрудники отказывались  работать «под дулом автомата» и присоединялись к забастовкам. Впервые по государственному радио и телевидению было официально сообщено о беспорядках в Гданьске, в которых были обвинены «уголовные и маргинальные элементы»

### 17 декабря
На экстренном заседании руководства ПОРП, прошедшем в ночь на 17 декабря, первый секретарь ЦК Владислав Гомулка, назвав забастовки «контрреволюцией», отдал приказ о силовом подавлении протестов. В этом его поддержали другие члены высшего партийно-государственного руководства, в частности, Мечислав Мочар, Зенон Клишко, Юзеф Циранкевич. Руководители силовых структур – министр национальной обороны Войцех Ярузельский, министр внутренних дел Казимеж Свитала, главный комендант гражданской милиции Тадеуш Петшак, начальник Службы безопасности Рышард Матеевский – выразили полную готовность к принятию силовых мер (определённые сомнения проявил лишь командующий ВМФ Людвик Янчишин, но и он принял приказы к исполнению). В Труймясто был сформирован оперативный штаб подавления, в состав которого вошли партийные (Зенон Клишко, Станислав Кочёлек, Алоизий Каркошка) и военно-милицейские (Гжегож Корчинский, Генрик Слабчик, Болеслав Хоха, Роман Кольчиньский) руководители. В Щецине подавлением руководили первый секретарь воеводского комитета Антоний Валашек и комендант милиции Юлиан Урантувка. Начальник III-го (политического) департамента МВД Генрик Пентек организовал систему слежки и оперативного сбора информации в рабочей среде. В Гдыню была направлена спецгруппа МВД под командованием Адама Кшиштопорского. Пентек предлагал использовать для подавления протестов спецгруппы своего департамента, но этот ресурс был сочтён недостаточным в сложившейся ситуации.
Утром в центре Гдыни собралось несколько тысяч протестующих, которые с польскими флагами двинулись колонной по улицам 10 февраля и Мархлевского. Недалеко от железнодорожного вокзала, у остановки «Гдыня-Верфь», солдаты и бойцы ЗОМО, преградив им путь, открыли по протестующим огонь на поражение из автоматического оружия. Под пули также попали стоящие на остановке в ожидании городской электрички работники Гдыньской судоверфи имени Парижской коммуны, в результате чего погибли на месте и умерли от ран в больнице не менее 10 человек, в том числе Брунон Дрыва (ставший определённым символом этих событий), ещё несколько десятков человек получили ранения, некоторые из убитых и раненых, в частности и Дрыва, в протестах не участвовали. Эти события заставили большую часть протестующих спешно ретироваться и начать скрываться.
Однако после полудня, в районе улицы Красных Косиньеров, вновь собралось несколько сотен протестующих, которые, погрузив на дверь погибшего 18-летнего Збигнева Годлевского, двинулись в центр города. В процессии принимали участие уже не только рабочие, но и все социальные слои населения. Колонна прошла по улицам Слупска и Эльблонга, где к ней присоединялись просто неравнодушные, и работники Щетинской судоверфи имени Адольфа Варавского. Дойдя до городской ратуши на улице Свентоянской, протестующие, численность которых на тот момент составляла около 3 тысяч человек, вновь попали под обстрел со стороны ЗОМО, в результате чего погибли 16 человек, а многие были ранены. В ответ на применение оружия протестующие подожгли в Щецине местный партийный комитет, однако затем также были рассеяны. В тот же день войска и ЗОМО провели штурм Гданьской судоверфи имени Ленина. Протестовавшие оказали активное сопротивление, в результате чего также имелись погибшие и раненые с обеих сторон конфликта, в тот же вечер судоверфь перешла под контроль силовых структур, а весь стачечный комитет был арестован.

### 18–22 декабря
Обострялось положение и в других регионах страны. Так, Служба госбезопасности отмечала серьёзную напряжённость в Люблинском воеводстве. Первый секретарь воеводского комитета ПОРП Владислав Коздра фактически ввёл режим чрезвычайной ситуации. Были предприняты неудачные попытки начать забастовки и в других городах Польши, таких как Белосток, Люблин, Варшава, однако все попытки были оперативно пресечены властями. Противостояние до 22 декабря продолжалось только на Щетинской судоверфи, которая, по примеру Гданьской, также несколько дней находилась в осаде, после чего стачечный комитет, ввиду общего подавления протестов, принял решение прекратить забастовку.

## Итоги волнений

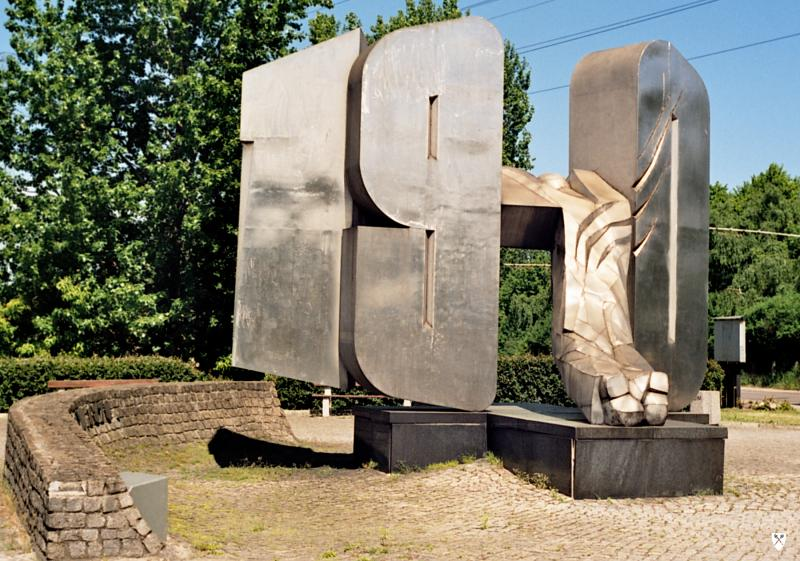
Монумент погибшим в декабре 1970 года в Гдыне

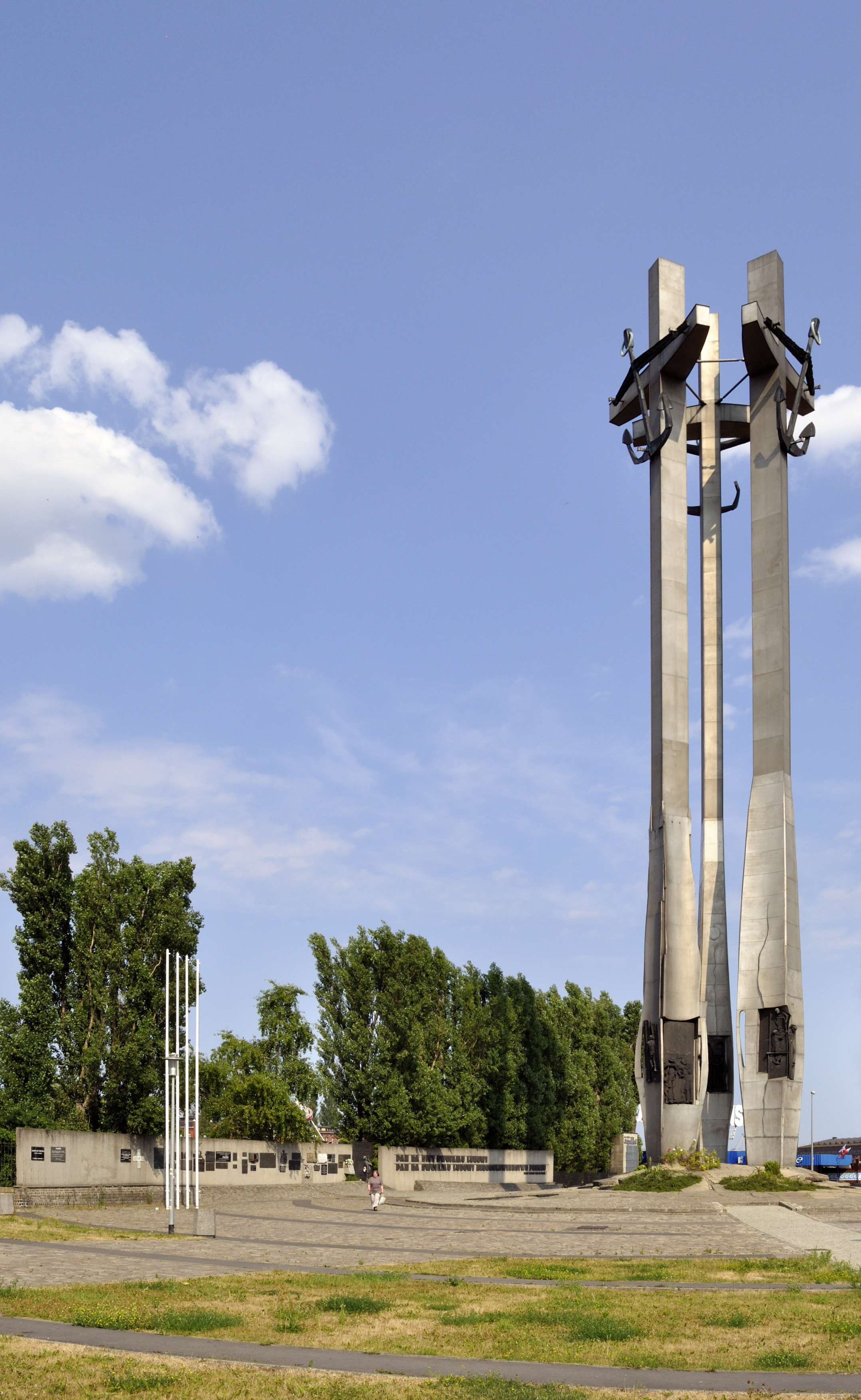
Монумент погибшим в декабре 1970 года в Гданьске

По официальным данным, в результате ожесточённых схваток в период с 15 по 17 декабря погибли 42 гражданских (некоторые в протестах не участвовали), 2 сотрудника милиции и 1 солдат. 1164 человека, в том числе около 600 военных и сотрудников милиции, получили ранения различной степени тяжести.
18 декабря 1970 года у В. Гомулки случился сердечный приступ, после чего он был смещён со своего поста «по состоянию здоровья». Новым первым секретарём ЦК ПОРП стал партийный работник из Силезии Эдвард Герек.
В январе 1971 года в стране началась вторая волна массовых забастовок. Она началась на судоверфи имени Варского в Щецине, на сей раз к ней присоединились текстильные предприятия в Лодзи. Герек прибыл в Щецин, и 24 января в течение девяти часов вёл переговоры с бастующими рабочими, во главе которых стояли Эдмунд Балука, Адам Ульфик и Владислав Токарский.
…Беседовал с рабочими как равный с равными, упирая на свои рабочие корни и сущность, обрисовал своё видение ситуации и путей выхода из неё, и встреча завершилась на вопрос Герека «поможете?» скандированием «поможем!»…
На следующий день Герек встретился с бастующими рабочими верфи имени Ленина. Среди рабочих, с которыми он вёл переговоры, был и будущий основатель профсоюза «Солидарность» Лех Валенса.
Основным итогом волнений стало решение ЦК ПОРП об отмене повышения цен и об их стабилизации сроком на два года. Были увеличены оклады низкооплачиваемым профессиям. Руководители забастовок впоследствии были отстранены от работы, либо же переведены на повышение. Общая сумма средств, затраченных на повышение зарплат и стабилизацию цен, составила порядка 60 миллиардов злотых.
После волнений диссидент Яцек Куронь выдвинул ставший знаменитым лозунг: «не жгите комитеты, а создавайте свои». Волнения спровоцировали рост либеральных рабочих движений. Впоследствии многие из тех, кто принимал участие в забастовках декабря 1970 года – января 1971 года, составили костяк «Солидарности».
В 1996 году начался судебный процесс над бывшим первым секретарём ЦК ПОРП, а в 1970 году – министром обороны Польши Войцехом Ярузельским. Среди инкриминируемых ему преступлений было и участие в силовом подавлении декабрьских волнений 1970 года. Совместно с ним на скамье подсудимых оказались его бывший заместитель генерал Тадеуш Тучапский, а также командиры воинских частей, принимавших участие в стрельбе по протестующим. Процесс неоднократно прерывался и возобновлялся, но решение так и не было принято.
Ежегодно в Польше проходят траурные мероприятия по погибшим в декабре 1970 года.

## Память
Декабрьские события 1970 года считаются в современной Польше крупной исторической вехой.
17 декабря 2008 года президент Польши Лех Качиньский издал указ, согласно которому 42 участника протестов посмертно награждены Золотым Крестом Заслуги – «за содействие демократическим преобразованиям».
Эти события многообразно отражены в литературе, музыке, кинематографии. Ещё в 1980 году стала популярна «Баллада о Янеке Вишневском» Кшиштофа Довгялло. Образ убитого рабочего Янека Вишневского создан автором на основе реальной судьбы 18-летнего Збигнева Годлевского. В 2011 году – на 40-летие событий – вышел на экраны фильм «Чёрный четверг». В основе сюжета – судьба гдыньского рабочего Брунона Дрывы, погибшего 17 декабря.
16 декабря 2022 года на Центральном кладбище в Щецине открыт памятник жертвам декабря 1970 года. На внутренних плитах памятника написаны имена шестнадцати жертв декабрьских событий.